# 王国维故居
王国维故居位于浙江省海宁市盐官镇建安路4号，是中国近代著名国学大师王国维（1877－1927）的青少年成长地。他在10－22岁曾住于此居后进楼上，后来多次回家居住。

## 历史
故居占地面积700余平方米，建筑面积近350平方米，始建于1886年，木结构。坐北朝南，共两进（前进为平房，后进为楼房），两进之间有天井和厢房，前后各有庭院。
大门内外分别悬有顾廷龙、朱穆之所题的“王国维故居”匾额，门厅中央置有王国维半身铜像。大厅内陈列他一生十二幅画像和其它资料。